# Балерина (албум)
Балерина је други студијски албум српске певачице Тее Таировић. Издат је 17. маја 2023. године за T Music. Исто као и његов претходник, Балканија, за сваку песму је направљен посебан музички спот.

## Списак песама
| №               | Назив                                    | Аутор(и)                      | Продуцент(и)           | Трајање |  |
| 1.              | Балерина (и )                            | Теа Таировић Михајло Веруовић | Далмо                  | 2.34    |  |
| 2.              |                                          | Саша Лазић Таировић           | Иркенц Хика            | 2.34    |  |
| 3.              | Израел и Палестина / Шпанија и Аргентина | Лазић Таировић                | Марко Глухаковић       | 2.56    |  |
| 4.              | Да си најбољи                            | Трифуновић                    | Јосип Недић Глухаковић | 3.10    |  |
| 5.              | Црно одело                               | Трифуновић                    | Глухаковић             | 3.54    |  |
| 6.              | Дај дај                                  | Лазић                         | Глухаковић             | 2.28    |  |
| 7.              | Не брини мајко                           | Вања Миљковић                 | Глухаковић             | 3.48    |  |
| 8.              | Будало                                   | Таировић                      | Саша Николић           | 3.34    |  |
| 9.              | Претерала                                | Лазић                         | Глухаковић             | 2.28    |  |
| 10.             | Љубавница                                | Лазић                         | Васић                  | 3.03    |  |
| Укупно трајање: | Укупно трајање:                          | Укупно трајање:               | Укупно трајање:        | 30.52   |  |